# Saint-Germain-l'Herm

Saint-Germain-l'Herm este o comună în departamentul Puy-de-Dôme, Franța. În 1 ianuarie 2022 avea o populație de 488 de locuitori.